# NGC 6894
NGC 6894 is een planetaire nevel in het sterrenbeeld Zwaan. Het hemelobject werd op 17 juli 1784 ontdekt door de Duits-Britse astronoom William Herschel.

## Synoniemen
- PK 69-2.1